# Synemon directa
Synemon directa is een vlinder uit de familie Castniidae. De wetenschappelijke naam van de soort werd in 1877 gepubliceerd door John Obadiah Westwood.
De soort komt voor in het Australaziatisch gebied.

## Synoniemen
- Synemon monodesma Lower, 1905
- Synemon bifasciata Strand, 1911